# 千代田化工建設

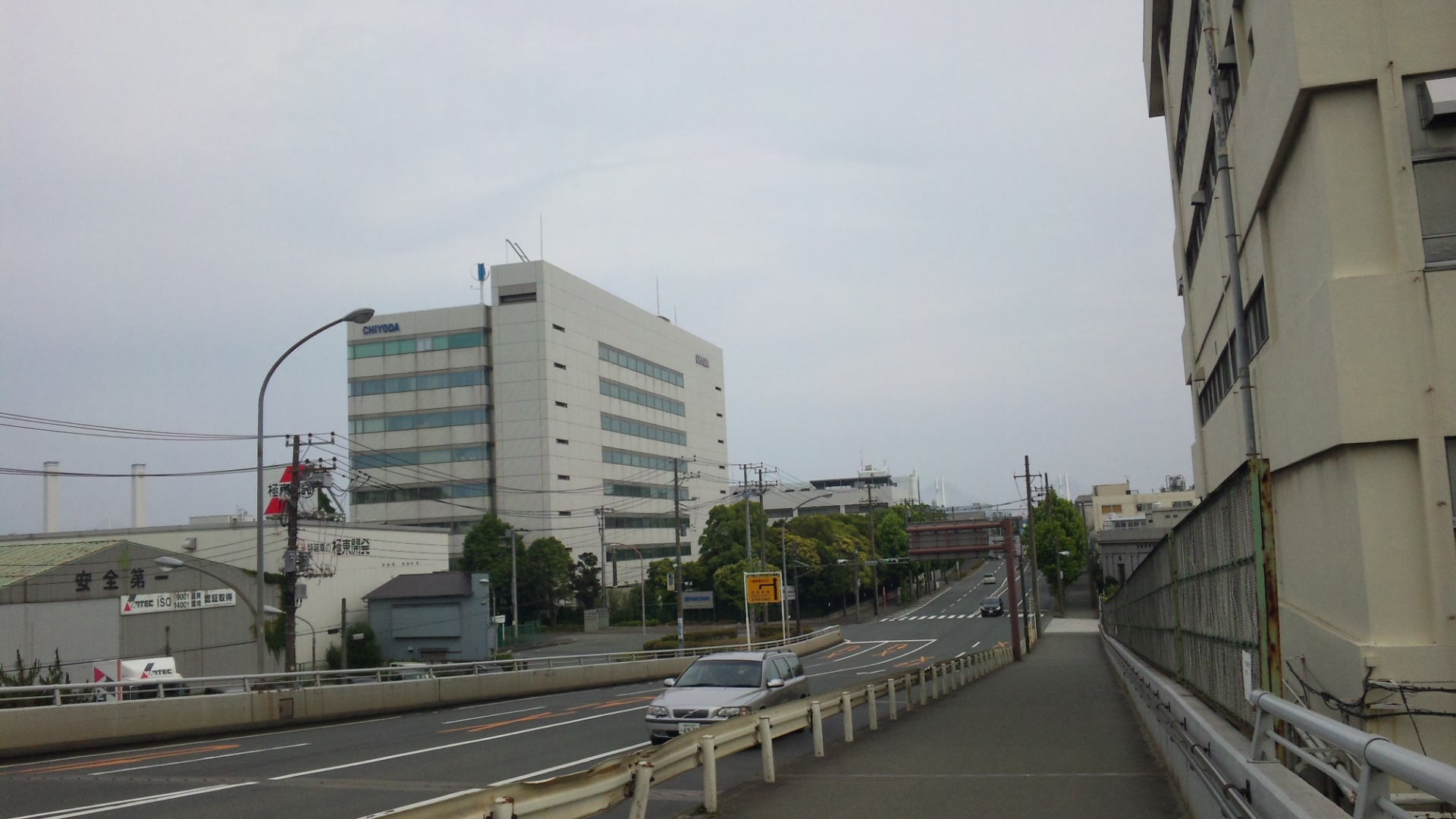
子安オフィス・リサーチパーク

千代田化工建設株式会社（ちよだかこうけんせつ、英文名称:CHIYODA Corporation）は、神奈川県横浜市西区に本社を置く、日本の建設会社、エンジニアリング会社である。東京証券取引所スタンダード市場上場。三菱商事が筆頭株主。本社は横浜市西区みなとみらい。
国内向けに千代田エクスワンエンジニアリング株式会社を持つ。

## 概要
石油精製、石油化学、天然ガス液化などの大規模プラントの設計、調達、建設一括請負（Engineering、Procurement、Constructionの頭文字をとってEPC契約と称する）業務で国内外に多くの実績を持つ。日揮、東洋エンジニアリングと併せて「エンジニアリング御三家・専業三社」と呼ばれる。当初は独立色が強かったが、バブル崩壊後に一度経営が傾き、長らくの間三菱グループや米ケロッグ・ブラウン・アンド・ルート(KBR)社の支援を受けて再建、再び民族系のエンジニアリング会社となり現在に至る。（この関係から実質、三菱グループの一員扱いとなっている）。

## 沿革
- 1948年（昭和23年）1月 - 三菱石油の工事部門が独立、東京都港区に設立。初受注：食料油油脂抽出装置[2]。
- 1949年（昭和24年） - 初めて石油精製装置（興亜石油熱分解装置）受注。
- 1954年（昭和29年） - 大阪事務所設置。
- 1957年（昭和32年）3月19日 - 店頭公開[3]。
- 1960年（昭和35年） - 三菱石油（水島）グラスルーツ・リファイナリー受注。
- 1961年（昭和36年）10月 - 東京・大阪・名古屋の各証券取引所に上場。
- 1966年（昭和41年） - サウジアラビア・ペトロミン（ジェッダ）製油所受注。
- 1968年（昭和43年）9月 - 横浜市鶴見区に本店事務所を移転。
- 1972年（昭和47年） - 環境宣言書「21世紀への遺産」発表。
- 1973年（昭和48年） - LNGプラント初受注（アブダビ・ダス島）。
- 1984年（昭和59年） - 米国にてCT-121排煙脱硫装置初受注。
- 1994年（平成11年） - インドに設計会社設立。
- 1994年（平成11年）3月 - 第三者割当増資を実施。
- 1995年（平成12年） - フィリピンに設計会社設立。
- 1999年（平成16年） - カタールLNGプロジェクトにて米国PMI「International Project of the Year」受賞。
- 2000年（平成17年） - 地球環境大賞受賞。新再建計画発表。
- 2001年（平成13年）2月 - 無償減資を実施。
- 2001年（平成13年）3月 - 第三者割当増資を実施。
- 2001年（平成13年） - ガスバリューチェーン本格展開。
- 2003年（平成15年）1月 - 名証上場廃止。
- 2003年（平成15年）3月 - 大証上場廃止。
- 2003年（平成15年） - サハリンⅡLNGプロジェクト受注。国内プロジェクトで年間無事故・無災害を達成。
- 2004年（平成16年） - 新再建計画達成。2005年にかけてカタールガス社、ラスガス社向け世界最大LNGプラント6系列受注。
- 2008年（平成20年） - 創業60周年を迎える。三菱商事と資本業務提携。
- 2012年（平成24年）6月 - みなとみらい地区のみなとみらいグランドセントラルタワーへ本社を移転（千代田化工建設グローバル本社）[4]。
- 2017年（平成29年）6月 - それまで執行役員を務めていた三菱商事の山東理二が社長就任。三菱商事出身者が同社の社長に就くのはこれが初めて。
- 2019年（令和元年）7月1日 - 三菱商事が第三者割当増資を実施し、A種優先株式（1億7500万株）を700億円で取得[5]。
- 2019年（令和元年）8月1日 - 債務超過に伴い東証2部に指定替え（降格）[6]。同時に日経平均株価構成銘柄からも除外[7]。
- 2019年（令和元年）9月10日 - 先述のA種優先株式がすべて普通株式へ転換可能な状態となり、三菱商事の連結子会社となる[8][9]。
- 2022年（令和4年）4月1日 - 山東理二社長が特別顧問に退き、榊田雅和会長が社長職を兼任する[10]。

## 歴代社長
|    | 氏名       | 在任期間                | 出身校                         |
| -- | ---------- | ----------------------- | ------------------------------ |
| 1  | 大久保繁雄 | 1948年01月 - 1957年11月 | 東京帝国大学法学部             |
| 2  | 玉置明善   | 1957年11月 - 1981年06月 | 九州帝国大学工学部             |
| 3  | 玉置正和   | 1981年06月 - 1992年06月 | 日本大学法学部                 |
| 4  | 柏原正明   | 1992年06月 - 1996年12月 | 大阪大学工学部                 |
| 5  | 北川正人   | 1996年12月 - 1999年05月 | 慶應義塾大学法学部             |
| 6  | 西尾清光   | 1999年05月 - 2001年04月 | 東京工業大学工学部             |
| 7  | 関誠夫     | 2001年04月 - 2007年04月 | 東京工業大学大学院理工学研究科 |
| 8  | 久保田隆   | 2007年04月 - 2013年04月 | 東北大学工学部                 |
| 9  | 澁谷省吾   | 2013年04月 - 2017年06月 | 大阪大学大学院工学研究科       |
| 10 | 山東理二   | 2017年06月 - 2022年3月  | 東京大学法学部                 |
| 11 | 榊田雅和   | 2022年4月 -             | 東京大学工学部                 |

## 事業分野
エネルギー分野
石油製造プラント、接触分解装置、潤滑油プラント、LNG液化プラント、LNG受入基地、天然ガス処理プラント、LPGプラント、GTLプラント、水素製造プラント、備蓄基地、各種原子力関連施設など
石油化学･化学分野
エチレンプラント、アンモニアプラント、アロマティクスプラント、プロピレンプラント、ポリカーボネート樹脂プラントなど
医薬品・ファインケミカル分野
原薬・中間体製造プラント、個体・注射・バイオ各種製造プラント、研究施設など
環境保全分野
排煙脱硫装置、水処理施設、灰処理装置、ピンチテクノロジーによるコンビナート省エネ、高効率化発電設備IGCC、軽油超深度脱硫装置など
産業設備分野
FA・加工組立・物流施設、電子材料・半導体工場、食品工場、非鉄精錬プラントなど

## 特色
近年クリーンエネルギーとして注目されているLNGの製造プラントにおいて48%という驚異的なシェアを誇る。
プラント建設実績国が40ヵ国以上であり、世界ブランドとしても揺ぎ無い地位を確立している。

## その他
イラク北部の都市ベイジ(ar:بيجي)にあるイラク最大の石油精製所は千代田化工が建設し、施設改修の入札にも参加した。
ものづくり日本大賞(海外展開部門)経済産業大臣賞を受賞(2009年)
2019年1月、1000億円規模の金融支援の要請を行なっていることを、日経ビジネスが報じた。